# Manfred Kropp
Manfred Kropp (Ludwigshafen, 1947) è uno storico e islamista tedesco.
Specialista di lingue semitiche e di epigrafia araba preislamica, insegna islamistica e semitistica presso l'Università di Magonza.

## Elementi biografici
Manfred Kropp Ha studiato islamistica, storia medievale e semitistica nelle università di Heidelberg e di Parigi. Nel 1975 ottiene il suo Dottorato con una tesi sulla storia araba preislamica sugli storici musulmani, editando e commentando un testo di un autore andaluso del XIII secolo.
È in seguito professore a contratto nell'Università degli Studi di Napoli "L'Orientale", dove tiene in italiano un corso sul teologo sudanese Maḥmūd Muḥammad Ṭāḥā, giustiziato dal Presidente Jaʿfar al-Numayrī per pretesa abiura dell'Islam.Nel 1984 discute la sua tesi di dottorato di Stato con uno studio sulla storiografia etiope e la sua tradizione manoscritta.
È professore di semitistica nell'Università di Heidelberg dal 1985 al 1989 e dal 1990 al 1991 occupa la cattedra di semitistica nell'Università di Lund (Svezia). Dopo il 1991 è professore d'Islamistica e di Islamistica nell'Università di Mainz.
Ha diretto l'Istituto Germanico di Studi Orientali di Beirut (Orient-Institut Beirut) dal 1999 al 2007 ed è stato associato al Collège de France nel 2007-2008.
Ha pubblicato, tra gli altri lavori, contributi di semitistica e di epigrafia araba preislamica, oltre che di storia etiopica medievale.

## Opere scelte
- Penser l'Orient, Traditions et actualité des orientalismes français et allemand, sous la direction de Youssef Courbage et Manfred Kropp, Institut français du Proche-Orient, 2004.
- (EN)  Results of contemporary research on the Qurʾan. The question of a historio-critical text, Beirut, Istituto Germanico di Studi Orientali, 2007.
- Le nom de Jésus (ʿÎsâ) dans le Coran et quelques autres noms bibliques: remarques sur l'onomastique coranique, con Guillaume Dye, sous la direction de Guillaume Dye et Fabien Nobilio, 2011.[1]
- Le Coran comme document linguistique et historique : sources et méthodes pour son étude (2007-2008) (corso svolto nel Collège de France)
- Un philologue lit le Coran (DVD)[2]
- Les origines du Coran (video e testo della conferenza al Collège de France)
- Résumé dei corsi al Collège de France (2007-2008)